# Таммъярв, Карел
Карел Таммъярв (эст. Karel Tammjärv; род. 25 мая 1989, Тарту) — эстонский лыжник, участник Олимпийских игр в Ванкувере и Сочи. На церемонии закрытия зимних Олимпийских игр в Сочи был знаменосцем сборной Эстонии.

## Карьера
В Кубке мира Таммъярв дебютировал в марте 2009 года, в ноябре того же года впервые попал в тридцатку лучших на этапе Кубка мира, в эстафете. Всего на сегодняшний день имеет на своём счету 3 попадания в тридцатку лучших на этапах Кубка мира, 2 в командных соревнованиях и 1 в личных. Лучшим достижением Таммъярва в общем итоговом зачёте Кубка мира является 146-е место в сезоне 2010/11.
На Олимпиаде-2010 в Ванкувере стал 67-м в гонке на 15 км свободным стилем и 42-м в дуатлоне 15+15 км.
За свою карьеру принимал участие в одном чемпионате мира, на чемпионате 2011 года, занял 10-е место в эстафете, 38-е место в дуатлоне 15+15 км, 26-е место в гонке на 15 км классикой и 49-е место в масс-старте на 50 км.
Использует лыжи производства фирмы Fischer.